# Volutella arundinis
Volutella arundinis är en svampart som beskrevs av Desm. 1830. Volutella arundinis ingår i släktet Volutella och familjen Nectriaceae.   Inga underarter finns listade i Catalogue of Life.